# Längslenker

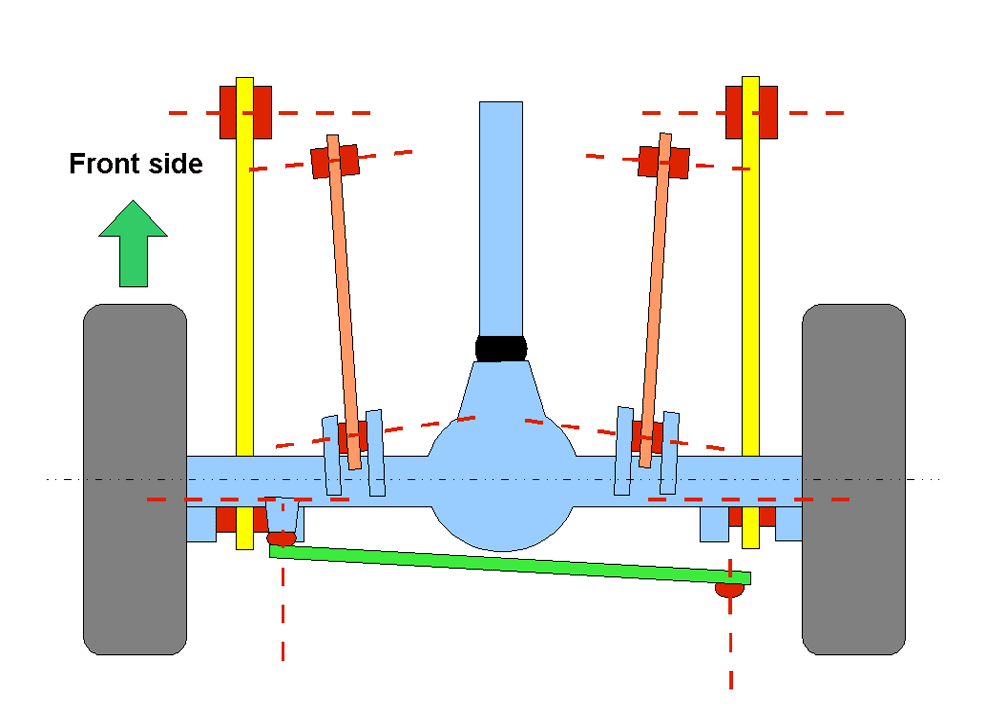
Starrachse an vier Längslenkern und Panhardstab (Querlenker). Die Achse ist kinematisch überbestimmt.

Als Längslenker werden bei der Radaufhängung von Kraftfahrzeugen  in Fahrtrichtung angeordnete Lenker bezeichnet. Sie führen Starrachsen und bei Einzelradaufhängungen den Radträger annähernd vertikal und stützen Längskräfte und Bremsreaktionsmomente am Fahrzeugkörper ab. Zum Übertragen der Querkräfte sind zusätzliche Lenker erforderlich. Bei gelenkiger Verbindung mit Kugelgelenken oder kardanisch weichen Gummilagern wird der Lenker nur auf Zug und Druck beansprucht.
Weitere Bauformen finden sich beim VW Käfer an der Kurbellenkerachse (Doppelkurbelachse) als doppelte Kurbellenker (längs eingebaute Dreieckslenker) oder der Pendelachse als Längsschubstrebe. Fehlende Gelenkfreiheitsgrade werden z. B. bei der VW-Hinterachse durch Elastizitäten des Lenkers ausgeglichen. Der Schwingarm („Lenker“) einer Längslenkerachse, der das Rad um eine quer liegende Drehachse schwingen lässt, wird gelegentlich ebenfalls als Längslenker bezeichnet, obwohl er nicht Teil der kinematischen Kette ist. Er muss dann biege- und torsionssteif ausgelegt sein.